# Frank van der Duyn Schouten
Frank Anthonie van der Duyn Schouten (Ridderkerk, 1949) is een Nederlandse wetenschapper. Hij is hoogleraar toegepaste wiskunde en was rector magnificus van de Tilburg University en de Vrije Universiteit Amsterdam. Van 1 januari 2021 tot 1 oktober 2021 was hij a.i. rector van de Erasmus Universiteit Rotterdam.

## Levensloop
Van der Duyn Schouten studeerde van 1967 tot 1973 Wiskunde, Natuurkunde en Sterrenkunde aan de Vrije Universiteit Amsterdam. Hij studeerde cum laude af. Vervolgens promoveerde hij in 1979 aan de Universiteit Leiden in de Operation Research met het proefschrift getiteld Markov Decision Processes with Continuous Time Parameter. Van 1973 tot 1987 werkte hij bij de VU als wetenschappelijk medewerker. In 1987 maakte de wetenschapper de overstap naar de Katholieke Universiteit Brabant, later bekend onder de naam Tilburg University. Hij werd daar hoogleraar Operations Research. Van 1994 tot 1998 was hij decaan van de Faculteit der Economische Wetenschappen en in 1999 werd hij rector magnificus in Tilburg. Van der Duyn Schouten bleef negen jaar in functie. Dat was opvallend gezien zijn reformatorische achtergrond. In 2008 werd hij directeur bij Netspar, een aan de UvT verbonden onderzoeksinstituut dat beoogt op pensioengebied als expertisecentrum te fungeren. Na het opstappen van Lex Bouter als rector van de Vrije Universiteit in 2013 trad Van der Duyn Schouten aan als zijn opvolger. In september 2015 ging hij met emeritaat. Na zijn emeritaat was Van der Duijn Schouten onder andere werkzaam als interim-decaan bij de Erasmus School of Economics en de Erasmus School of History, Culture and Communication. In 2021 was hij rector van de Erasmus Universiteit.

## Persoonlijk
Samen met zijn vrouw heeft Van der Duyn Schouten zes kinderen. Hij is lid van de Protestantse Kerk in Nederland.